# Lagomarsino (Buenos Aires)
Luis Lagomarsino o Maquinista F. Savio (oeste) es una localidad perteneciente al Partido del Pilar en la Provincia de Buenos Aires, República Argentina. Se encuentra a la vera de la Ruta Provincial N.º 26, y limita con el partido vecino de Escobar.

## Las fiestas patronales
En honor a su patrona la virgen Santa Teresita, cada 1º de octubre, la comunidad participa de festejos que incluyen procesión, oficios religiosos y otras actividades familiares.
- Datos: Q5968941